# Эмиратская башня-2
Отель «Джумейра-Эмирейтс-Тауэрс» (англ. Jumeirah Emirates Towers Hotel) или «Эмиратская башня-2» — 56-этажная пятизвёздная гостиница в Дубае, ОАЭ. Вместе с Эмиратской башней-1 входит в комплекс Эмиратские башни.

## Основные сведения
Гостиница, состоящая из четырёхсот номеров, 10 % которых относятся к люксовой категории, управляется Джумейрской компанией и связана с соседней 54-этажной эмиратской офисной башней.
Высота отеля составляет 309 метров, по высоте в мире здание занимает 90-е место, по высоте в Азии — 71-е (на 2015 год). Строительство гостиницы было завершено 15 апреля 2000 года.